# Royal Air Force Ensign

Royal Air Force Ensign

Le Royal Air Force Ensign est le drapeau officiel utilisé pour représenter la Royal Air Force. Il fut adopté en 1921.

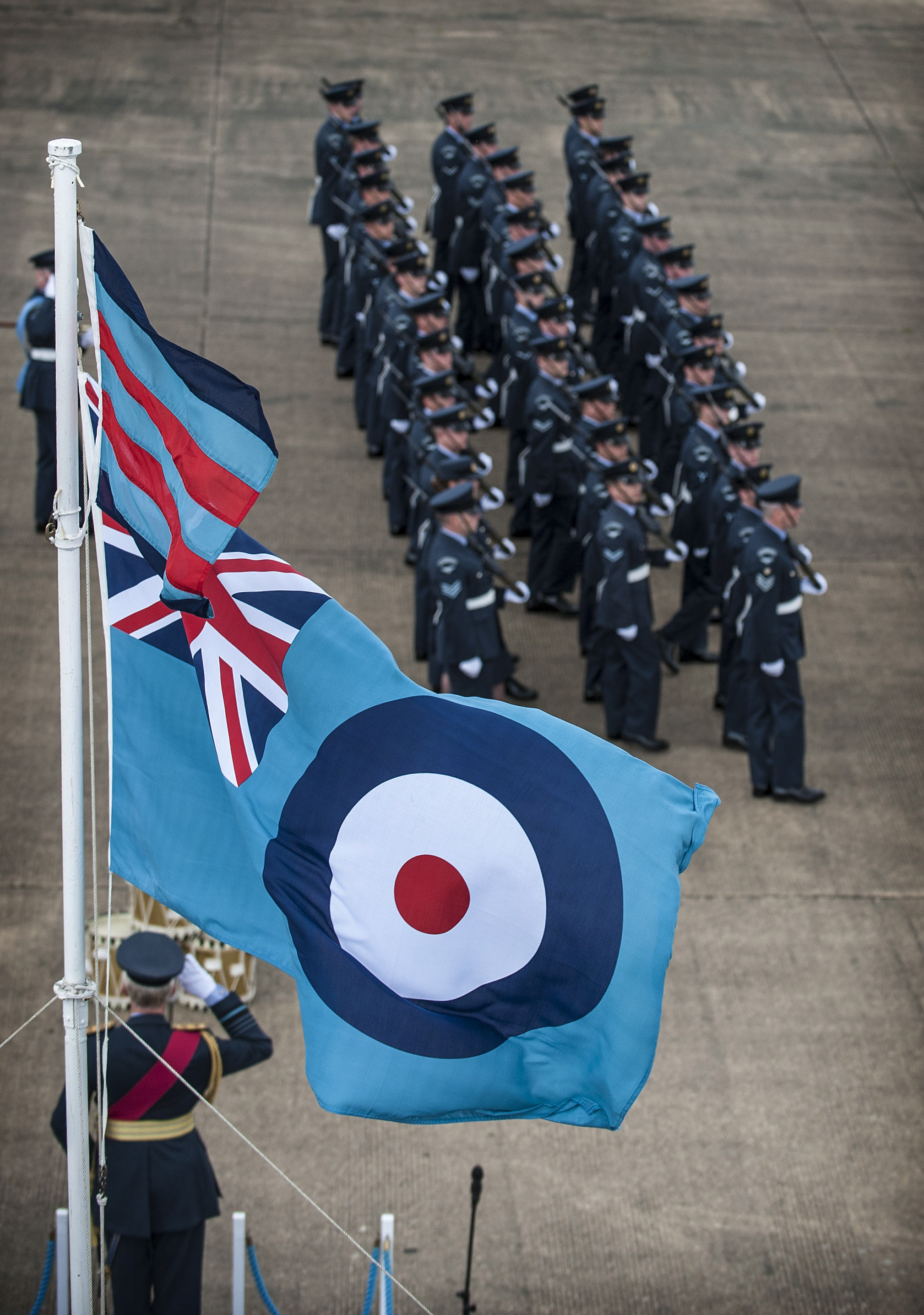
Une cérémonie du RAF Regiment en présence du Air Chief Marshal Stephen Dalton et du Air Vice Marshal. Le Royal Air Force Ensign est visible au premier plan, avec le drapeau spécifique d'un Air Chief Marshal.

Le drapeau est bleu clair, avec le drapeau du Royaume-Uni dans le canton. À droite, le drapeau est frappé avec la cocarde de la Royal Air Force, dans les couleurs du Royaume-Uni.
Le drapeau se bat aux bases aériennes de la Royal Air Force. Pour représenter les aviateurs tués dans les guerres, un Royal Air Force Ensign est toujours présent sur le Cénotaphe en Londres.